# Pops Mensah-Bonsu
Nana Papa Yaw Mensah-Bonsu, més conegut com a Pops Mensah-Bonsu (Londres, 7 de setembre de 1983) és un exjugador de bàsquet anglès, internacional amb la selecció de la Gran Bretanya, que va participar en els Jocs Olímpics de Londres 2012.

## Carrera esportiva
Mensah-Bonsu va començar a jugar a bàsquet a la Universitat George Washington, procedent del St. Augustine College Preparatory School. Després de no ser triat en el Draft de l'NBA, va signar amb Dallas Mavericks, jugant la major part de la temporada a Fort Worth Flyers, equip afiliat dels Mavs en la NBDL. Va jugar l'All-Star Game de la D-League i va ser nomenat el MVP del partit amb 30 punts i 7 rebots. Mensah-Bonsu va recalar en els Mavericks el 8 de febrer de 2006, i va fer el seu primer punt a l'NBA davant Atlanta Hawks.
El 5 de maig de 2008 va ser fitxat pel club CB Granada per a un únic partit, el que decidia la temporada a l'ACB per al CB Granada, ja que si no guanyaven, baixaven a la LEB. Mensah-Bonsu va liderar el partit anotant 22 punts i 9 rebots acabant amb un 29 de valoració, atrapant l'últim rebot que donava la victòria al seu equip, quedant com un heroi en un partit històric per a l'equip granadí, que va finalitzar 89-87 contra el Tau Vitòria.
De cara a la temporada 2008-09, Pops es va comprometre amb el Club Joventut Badalona. No obstant això, una lesió produïda el 30 d'octubre de 2008 va desencadenar, a causa de les diferents postures respecte al tractament de recuperació a seguir, un conflicte entre el jugador i el club que va acabar desembocant en la rescissió del contracte que els unia, el 4 de desembre de 2008.
Al febrer de 2009 Mensah-Bonsu formava part de la plantilla dels Austin Toros, equip de la NBDL vinculat als San Antonio Spurs. Després de les seves grans actuacions l'expivot del DKV Joventut signa un contracte amb els Spurs. El 4 de març de 2009 va ser tallat pels Spurs i Toronto Raptors es va fer amb els seus serveis. El 21 d'agost d'aquell any va fitxar per Houston Rockets, tot i que tornaria als Raptoros mesos després, en ser tallat per Houston Rockets. El mes de novembre digna amb el PBC CSKA Moscou, i l'any 2010 torna als Estats Units tancant un acord per provar en pretemporada amb els New Orleans Hornets. La temporada 2010-11 va jugar al Asvel Lió-Villeurbanne de la Pro A francesa, i havia d'haver jugat amb la selecció de Gran Bretanya l'Eurobasket 2011, però, una inoportuna lesió, va impedir que anés a la cita. Després va jugar a la lliga turca abans de signar en el mes de març de 2013 amb el Cajasol de la lliga ACB, per incorporar-se a la plantilla que entrenava Aíto García Reneses per suplir la baixa per lesió del nord-americà Latavious Williams.
Mensah-Bonsu, amb 32 anys va jugar la seva última temporada com a jugador professional amb l'AEK Atenes. Va ser suspès per dos anys en el mes de juliol de 2015 per dopatge, i anuncià que es retirava del bàsquet.
Un cop acabada la seva carrera com a jugador, va començar a treballar com a agent de jugadors a nivell regional, fins que el 2016 els San Antonio Spurs el van fitxar per fer scouting. Durant l'estiu de 2018 va ser nomenat Director General dels Capital City Go-Go, equip afiliat als Washington Wizards en la G-League nord-americana.